# Peter Olver
Peter John Olver (* 11. Januar 1952 in Twickenham)  ist ein US-amerikanischer Mathematiker, der sich mit Partiellen Differentialgleichungen und deren Symmetrien befasst (Lie-Theorie).

## Leben und Werk
Olver, der 1961 in die USA einwanderte, studierte an der Brown University mit dem Bachelor-Abschluss 1973 und wurde 1976 an der Harvard University bei Garrett Birkhoff promoviert (Symmetry Groups of Partial Differential Equations). Als Post-Doktorand war er L. E. Dickson Instructor an der University of Chicago und 1978 bis 1980 an der University of Oxford. 1980 wurde er Assistant Professor und 1985 Professor an der University of Minnesota. Dort blieb er bis auf eine Zeit 1992/93 als Professor an der University of Maryland.
Er ist seit 2012 Fellow der American Mathematical Society (AMS) und seit 2004 des Institute of Physics.
Er ist seit 1976 mit der Mathematikerin Chehrzad Shakiban verheiratet, mit der er drei Kinder hat.
Seit 1967 ist er US-Staatsbürger.

## Schriften
- Equivalence, invariants and symmetry, Cambridge University Press 1995
- Classical Invariant Theory, Cambridge University Press 1999
- Application of Lie Groups to Differential Equations, Springer Verlag 1986, 2. Auflage 1993
- mit  Chehrzad Shakiban Applied Linear Algebra, Prentice-Hall 2006
- Herausgeber mit David H. Sattinger Solitons in physics, mathematics, and nonlinear optics, Springer Verlag 1990
- Herausgeber mit Allen Tannenbaum Mathematical methods in computer vision, Springer Verlag 2003
- Herausgeber mit Hongbo Li, Gerald Sommer Computer algebra and geometric algebra with applications, Springer Verlag 2005 (Workshop Shanghai und Xian 2004)
- Introduction to Partial Differential Equations, Springer, Undergraduate Texts in Mathematics, 2014